# Cong Yuzhen
Cong Yuzhen (叢玉珍T, 丛玉珍S, Cóng YùzhēnP; 22 gennaio 1963) è un'ex pesista cinese.

## Palmarès
| Anno | Manifestazione      | Sede      | Evento         | Risultato | Misura  | Note                  |
| ---- | ------------------- | --------- | -------------- | --------- | ------- | --------------------- |
| 1985 | Campionati asiatici | Giacarta  | Getto del peso | Oro       | 18,36 m | Record dei campionati |
| 1986 | Giochi asiatici     | Seul      | Getto del peso | Argento   | 17,44 m |                       |
| 1987 | Campionati asiatici | Singapore | Getto del peso | Oro       | 18,17 m |                       |
| 1988 | Olimpiadi           | Seul      | Getto del peso | 9ª        | 19,69 m |                       |